# Xã Bruce, Quận Todd, Minnesota
Xã Bruce (tiếng Anh: Bruce Township) là một xã thuộc quận Todd, tiểu bang Minnesota, Hoa Kỳ. Năm 2010, dân số của xã này là 585 người.